# Meister Bartomeu von Girona
Meister Bartomeu von Girona (katalanisch El mestre Bartomeu de Girona, * vor 1250 in Girona?; † nach 1294) ist der erste namentlich bekannte  Bildhauer der katalanischen Gotik. Dies hebt ihn generell aus den vielen europäischen Bildhauern der Gotik heraus, die meist noch anonym wirkten.

## Leben und Werk
Meister Bartomeu scheint seine Ausbildung in dem künstlerischen Umfeld der Kathedrale von Girona erfahren zu haben. Er steht für die Einführung der Gotik in Katalonien im letzten Drittel des 13. Jahrhunderts. Seine Werkstatt in Girona war als erste mit den genuin neuartigen Konzepten der französischen Gotik in Katalonien vertraut. Vor diesem Hintergrund erhielt Meister Bartomeu 1277 von Bernat d’Olivella, dem Erzbischof von Tarragona, den Zuschlag für die Bearbeitung des Hauptportals der Kathedrale von Tarragona und für weitere Arbeiten an dieser Kathedrale. Meister Bartomeu kombinierte und integrierte schon in seinen Gironeser Werken gekonnt Elemente der katalanischen Romanik mit Elementen der neuartigen Gotik. Diese Integration von Tradition und Neuheit, diese Integration der etwas trägeren romanischen und der stärker gegliederten, dynamischeren, gotischen Ästhetik, gilt generell als Markenzeichen dieses Meisters. Aus der Tatsache der besonderen Kenntnis der romanischen Ästhetik der Region leitet die Kunsthistorik auch eine Herkunft des Meisters aus dem direkten Umfeld der Stadt Girona ab. Kunsthistoriker unterstellen darüber hinausgehend eine Bildungsreise des Meisters zu den nördlich gelegenen Bauten und Kathedralen der französischen Gotik, von der er spätestens 1270 zurückgekehrt sein muss.
In Girona werden Meister Bartomeu für seine künstlerische Frühphase die Darstellung des Kalvarienberges (Provinzialmuseum von Girona) und die Muttergottes von Bellull zugeschrieben. Ab 1294 arbeitete er in Santes Creus am Grabmal Peters des Großen.